# Jacobus Nicolaas Boshof
Jacobus Nicolaas Boshof, né le 31 janvier 1808 à Montagu, (Colonie du Cap) et mort le 21 avril 1881 à Natal (État libre d'Orange), est un homme d'État boer, adhérent tardif au mouvement des Voortrekkers et homme politique et deuxième président élu de l'État libre d'Orange de 1855 à 1859.
Élu après l'intérim de Jacobus Johannes Venter, à la suite de la démission de Josias Hoffman, il préside l'État d'Orange jusqu'en 1859, date de sa propre démission, un an avant la fin officiel de son mandat, et de la provocation de nouvelles élections. Marthinus Wessel Pretorius, ancien président du Transvaal, lui succède. 

## Famille
L'idée que J. N. Boshof appartiendrait à une famille huguenote de la colonie du Cap dont le nom d'origine serait « Boseau » est infondée ; il est en fait un arrière-petit-fils de Willem Hendrik Boshof, venu au Cap depuis Texel, aux Pays-Bas, en 1741.
La plupart des membres de sa famille écrivent leur nom avec deux « f » tandis que J. N. Boshof n'en utilise qu'un seul. La ville de Boshof, dans la province de l'État libre, proche de Kimberley, lui doit son nom.
Jacobus Nicolaas Boshof, troisième du nom, naît dans la ferme De Derde Heuvel à Agter Cogmans Kloof, district de Swellendam, de nos jours Derdeheuwel, district de Montagu. Il est élevé à Swellendam, puis à Graaff-Reinet par un professeur écossais, William Robertson, qui deviendra plus tard pasteur de l'Église d'Écosse.
En 1824, le pasteur de l'Église réformée néerlandaise de Graaff-Reinet confirme Boshof dans la foi chrétienne.
Il se marie deux fois, d'abord avec Adriana Petronella Gertruida van Aswegen (née à Graaff-Reinet le 3 novembre 1827), puis, après la mort de cette dernière en 1878, il convole en secondes noces avec Louisa Perry, la veuve d'un certain Van den Berg, en 1880.
Son fils aîné, appelé aussi Jacobus Nicolaas Boshof, est fonctionnaire au service du landdrost (juge en chef) de Philippolis puis devient lui-même landdrost à Boshof pendant quelques années. En 1882, le président Paul Kruger l'invite à Pretoria pour être trésorier-général de la République sud-africaine du Transvaal.

## Début de carrière
En 1824, J. N. Boshof devient fonctionnaire dans les services judiciaires de Graaff-Reinet, où il travaille pendant quatorze ans avec des magistrats tels Andries Stockenström, Egbertus Bergh et W. van Ryneveld. Il devient directeur du service de la justice et il agit en tant que sheriff.
En mai 1838, il profite de ses vacances annuelles pour accompagner son oncle, Gideon Joubert, field-cornet (officier militaire) puis plus tard commandant, au Natal. Joubert est chargé d'inciter les esclaves affranchis vivant parmi les Voortrekkers à s'installer dans la colonie du Cap. À l'occasion de ce séjour dans ce qui deviendra peu après la république de Natalia, il rédige une série de procédures pour les officiels Voortrekkers et il tient une réunion publique.
Cependant, il excède la durée de ses congés et il est révoqué par Andries Stockenström, lieutenant-gouverneur de la province orientale. Il se rend au Cap pour plaider sa cause auprès du gouverneur et auprès du secrétaire aux colonies, Charles Grant (Lord Glenelg), sans succès. 
Avant de quitter définitivement la colonie pour s'installer au Natal, il écrit, au début de l'année 1839, trois lettres au Grahamstown Journal dans lesquelles il analyse les causes du Grand Trek. J. N. Boshof et sa famille, y compris ses parents, partent, semble-t-il, cette même année 1839, mais il n'est mentionné dans les documents de la république de Natalia qu'en janvier 1841, lorsqu'il est sollicité avec J. P. Zietsman (qui fut lui aussi landdrost de Pietermaritzburg) pour rédiger un brouillon de réponse à George Napier, gouverneur du Cap, à propos du Natal. Peu après, il devient membre du volksraad (parlement) et devient landdrost de Pietermaritzburg du 1er février 1841 au 1er novembre 1842, tout en conservant son poste parlementaire. Il fait partie de nombreuses commissions et il préside le volksraad en plusieurs occasions.
Le volksraad continue à siéger jusqu'en octobre 1845 bien qu'il soit dépourvu de tout pouvoir après que le territoire soit devenu une colonie britannique le 4 mai 1843.
Les efforts politiques de Boshof pour réconcilier Boers et Britanniques lui permettent, semble-t-il, d'être réintégré dans la fonction publique. En 1845, il devient greffier et président de la cour suprême de Pietermaritzburg. En 1847, il est nommé « magistrat-résident » de Klip River (aujourd'hui au KwaZulu-Natal) et, en 1850, il est nommé au même poste à Pietermaritzburg. À cette date, il siège aussi à la commission foncière du conseil municipal de cette ville, et il rédige le règlement municipal de la capitale.

## Président d'État

### Élection
En 1855, Jacobus Nicolaas Boshof, qui vit alors à Graaff-Reinet, se présente aux élections présidentielles de l'État libre d'Orange, à l'occasion desquelles il affronte le président de la commission exécutive présidentielle, Jacobus Johannes Venter et A. du Toit, de Beaufort West. Il gagne les élections.
Durant son mandat, Boshof pose la première pierre du Grey College (en) à Bloemfontein, le 13 octobre 1856, nommé d'après George Grey, gouverneur britannique de la colonie du Cap et haut-commissaire à l'Afrique australe.

### Politique
Le climat politique de l'État libre d'Orange est agité durant les années 1850. Durant cette période, l'État libre est déchiré entre trois tendances. L'une, celle de Boshof, est celle qui prône l'indépendance totale de cette république boer, à la fois vis-à-vis de la Colonie du Cap et vis-à-vis de l'autre république boer, à savoir la république du Transvaal. Les Boers issus de la migration d'avant le Grand Trek (Trekboers) gardent des liens avec le sud, d'où ils viennent et où se trouve la colonie du Cap, et ils ont tendance à se tourner vers elle lorsqu'ils ont besoin d'aide militaire face aux autochtones africains ; ils sont donc plutôt partisans d'une alliance avec la colonie du Cap. Enfin, ceux issus du Grand Trek, anti-britanniques (Voortrekkers), aspirent à l'union entre l'État libre d'Orange et la république du Transvaal, au nord. La période du mandat de  Boshof est agitée, du fait de ces divisions internes et des conflits récurrents qui les oppose aux Basotho et à leur roi Moshoeshoe Ier. En 1857, l'État libre d'Orange fait même l'objet d'une tentative d'annexion par la république du Transvaal. Les deux républiques signent néanmoins, le 1er juin 1857 un accord par lequel elles reconnaissent leur autonomie respective. Cet épisode révèle la profonde division qui existe entre les deux républiques Boers et ne calme pas les divisions internes à l'État libre d'Orange.
Les tensions sont telles que, par tactique, le 25 février 1858,  Boshof remet sa démission, qui doit prendre effet le 15 mars. La démission est acceptée, mais Boshof la retire après quelques discussions. À cette occasion, une partie de l'opinion publique soutient Boshof, on voit ses partisans tirer des coups de feu en l'air et lancer des « boules de térébenthine », mais, à l'inverse, plusieurs membres du parlement (volksraad) quittent les lieux en signe de protestation.

### Fin de mandat
Au début de l'année 1858 les tensions avec les Basotho s'accroissent et la guerre semble inévitable. Les finances de l'État libre sont basses et Boshof a de grandes difficultés à organiser les forces armées et à acheter des armes. Pour acheter cinquante fusils à six livres pièce, il doit demander à payer en six mois. Les tensions aboutissent à une déclaration de guerre des Boers aux Basotho, en mars 1858 ; c'est la guerre de Senekal, qui dure de mars à juin. L'assistance du Transvaal et l'intervention de la colonie du Cap semblent inévitables. Le gouvernement de l'État libre demande au gouverneur de la colonie du Cap, George Grey, de servir d'intermédiaire avec les Basotho. La médiation aboutit au traité d'Aliwal North du 29 septembre 1858, qui définit les frontières entre l'État libre et les terres basotho, entre autres dispositions légales. En novembre 1858, Boshof fait savoir qu'il veut partir en congé au Natal pendant plusieurs mois et il finit par quitter Bloemfontein en février 1859, fatigué par son travail. Le traité signé avec les Basotho ne met pas fin aux escarmouches concernant les frontières. Une coopération plus étroite avec la colonie du Cap n'est pas à l'ordre du jour pour les Britanniques et, en outre, les partisans de l'union avec le Transvaal soutiennent Marthinus Wessel Pretorius, président du Transvaal, qu'ils veulent voir prendre la tête des deux républiques boers. Boshof ne revient pas de son congé et il remet sa démission définitive en juin 1859.
En 1860, Marthinus Wessel Pretorius est élu et lui succède lorsque les deux républiques sont brièvement réunies. L'expérience dure peu de temps et Pretorius est forcé de démissionner de la présidence de la république du Transvaal et ne va pas jusqu'au terme de son mandat dans l'État libre d'Orange. Après l'échec de l'union, aux élections de 1863, Boshof est pressenti pour être candidat mais, en définitive, le candidat du volksraad est Johannes Henricus Brand qui est élu et reste près d'un quart de siècle au pouvoir dans l'État libre d'Orange.

## Dernières années
J. N. Boshof continue sa carrière politique au Natal comme représentant du district de Klip River à l'assemblée législative. Il meurt à Pietermaritzburg le 21 avril 1881 et est enterré au cimetière des Voortrekkers de la ville. Lorsque la nouvelle de sa mort parvient à Bloemfontein, le volksraad vote une résolution son honneur, pour les services rendus à l'État libre d'Orange.